# قبل الشروق
قبل الشروق هو فيلم درامي تم إنتاجه عام 1995، أخرجه ريتشارد لينكليتر، وكتبه ريتشارد لينكلاتر وكيم كريزان، الفيلم من بطولة إيثان هوك وجولي دلبي.

## ملخص القصة
تدور احداث الفيلم في صيف عام 1994 حول السائح الأمريكي جيسي (إيثان هوك) والطالبة الفرنسية سيلين (جولي دلبي) حيث يلتقيان في أحد القطارات المنطلقة من بودابست فيبدأ بالحديث معها، جيسي كان متوجهاً إلى فيينا من اجل رحلة العودة إلى الولايات المتحدة، بينما كانت سيلين في طريقها إلى جامعتها في باريس بعد زيارتها لجدتها. عند وصولهما إلى فيينا يطلب جيسي من سيلين النزول معه في فيينا قبل أن يغادر كل منهما المدينة، وتوافق سيلين على عرضه. جيسي لديه رحلة في الصباح الباكر وليس لديه نقود لكي يستأجر غرفة ليمضي ليلته، لذلك يقرران التجول في انحاء فيينا.

## الاستقبال
تلقى الفيلم مراجعات ايجابية جداً من النقاد حيث حصل على نسبة 100% على موقع الطماطم الفاسدة بناء 77 مراجعة. كتب هال هينسون في مراجعته لصحيفة واشنطن بوست «قبل الشروق ليس فيلمً ضخماً أو ذو افكار عظيمة، وانما هو شيء اخر ارقى من قصص الحب المبتذلة التي تراها عادةً في الافلام، هذا الفيلم، على الاقل، يعامل الشباب كاشخاص حقيقيين».

## وصلات خارجية
- قبل الشروق على موقع IMDb (الإنجليزية)
- قبل الشروق على موقع ميتاكريتيك (الإنجليزية)
- قبل الشروق على موقع الموسوعة البريطانية (الإنجليزية)
- قبل الشروق على موقع روتن توميتوز (الإنجليزية)
- قبل الشروق على موقع نتفليكس (الإنجليزية)
- قبل الشروق على موقع قاعدة بيانات الأفلام العربية
- قبل الشروق على موقع ألو سيني (الفرنسية)
- قبل الشروق على موقع Turner Classic Movies (الإنجليزية)
- قبل الشروق على موقع أول موفي (الإنجليزية)
- قبل الشروق على موقع بوكس أوفيس موجو (الإنجليزية)